# Rynek energii elektrycznej
Rynek energii elektrycznej – rynek (w tym rynki pozagiełdowe i giełdy energii elektrycznej) służące handlowi energią, zdolnościami wytwórczymi, bilansowaniem i usługami pomocniczymi w dowolnych przedziałach czasowych, w tym rynki terminowe, dnia następnego i dnia bieżącego.
Na rynku energii elektrycznej funkcjonują następujące podmioty:
- wytwórcy,
- podmioty zajmujące się sprzedażą na rzecz jednego lub grupy wytwórców,
- właściciel sieci,
- operator sieci przesyłowej,
- spółki dystrybucyjne,
- operatorzy sieci dystrybucyjnej,
- podmioty zajmujące się zakupem na rzecz odbiorców,
- podmioty zajmujące się wyłącznie obrotem energią (brokerzy, marketerzy).